# Polisportiva Dinamo 2016-2017
Questa voce raccoglie le informazioni riguardanti la Polisportiva Dinamo Sassari nelle competizioni ufficiali della stagione 2016-2017.

## Stagione
La stagione 2016-2017 della Dinamo Sassari, sponsorizzata Banco di Sardegna, è la 7ª in Serie A. Il club sardo, inoltre, partecipa per la 1ª volta alla Champions League.
La Dinamo Sassarisi presenta, ancora una volta, ai nastri di partenza della stagione con un roster rivoluzionato.
Rispetto alla scorsa stagione non ci sono più David Logan e Kenny Kadji, passati entrambi al Lietuvos rytas, Joe Alexander tornato al Maccabi Tel Aviv, Matteo Formenti andato a Casalpusterlengo, Brent Petway passato al Karşıyaka, Jarvis VarnadoJosh Akognon accasatosi al Saski Baskonia e Denis Marconato.
Altre operazioni in uscita sono stati i prestiti di Francesco Pellegrino alla Pall. Ferrara e di Marco Spissu alla Virtus Bologna.
Agli atleti confermati dalla stagione precedente, ovvero Giacomo Devecchi, Lorenzo D'Ercole, Brian Sacchetti e Rok Stipčević, si sono aggiunti: l'ala grande serba Duško Savanović il play-guardia statunitense Darius Johnson-Odom, il centro lituano Tautvydas Lydeka, l'ala piccola statunitense Josh Carter, il playmaker Diego Monaldi, la guardia statunitense Trevor Lacey, il centro inglese Gabriel Olaseni e l'ala grande Michele Ebeling.
Il 17 agosto la società comunica che il centro Ryan Martin sarà aggregato alla squadra per la preparazione.

### Precampionato
Il 19 agosto i giocatori hanno iniziato a raggiungere Sassari per poter essere sottoposti alle visite mediche di rito.
Assenti giustificati: Rok Stipčević, impegnato con la Croazia alle Olimpiadi di Rio e Gabriel Olaseni, impegnato con la Gran Bretagna nelle qualificazioni ad Eurobasket 2017. Il 22 agosto la squadra si è, poi, trasferita ad Olbia sede del ritiro pre-campionato.
Il 26 agosto c'è stato il Welcome Day, ovvero la presentazione del nuovo roster ai media.
La prima uscita stagionale è stata a Olbia il 3 settembre in occasione del 4º Torneo Internazionale Geovillage - Tirrenia. La Dinamo Sassari si è classificata al 2º posto dopo aver vinto la semifinale contro gli israeliani dell'Hapoel Gerusalemme 88-85 e perso in finale contro la Scandone Avellino 65-64 che, in precedenza, aveva sconfitto la Juve Caserta 72-85. Al terzo posto si è classificato l'Hapoel che ha prevalso sulla Juve 80-74.
Il 5 settembre la squadra è stata presentata ai propri tifosi in Piazza d'Italia, madrina della serata Geppi Cucciari.
Il 7 settembre a Padru vince contro la Scandone Avellino 79-53.
L'11 settembre esordisce al PalaSerradimigni battendo il Galatasaray92-87 in occasione del Torneo Città di Sassari - 6º Trofeo Mimì Anselmi. Questa sfida è stata anche l'occasione per raccogliere fondi da destinare alle popolazioni colpite dal terremoto del 24 agosto.
Il 13 settembre ha sconfitto a Nuoro il Galatasaray86-72, nell'ambito del 3º Trofeo Meridiana.
Il 15 settembre la consueta presentazione del roster agli sponsor che si sarebbe dovuta tenere nella suggestiva location delle Tenute Sella & Mosca, causa del maltempo, si è svolta al Teatro civico di Sassari. Madrina della serata Elisabetta Canalis.
Il 16-17 settembre partecipa a Cagliari al 6º Trofeo Città di Cagliari nel quale si classifica al 3º posto, infatti viene sconfitta in semifinale dal Lokomotiv Kuban' 77-86, ma si aggiudica la finalina contro l'Alba Berlino87-68. Il torneo se lo aggiudica il Galatasaray che nel primo incontro ha avuto la meglio sull'Alba 68-65 e in finale sulla Lokomotiv 84-81.
Il 18 settembre si conclude l'avventura alla Dinamo Sassaridi Ryan Martin.
Il 23 settembre a Legnano sconfigge il Legnano Basket101-67
Il 24 settembre a Torino in occasione della Reale Mutua Cup batte l'Auxilium Torino88-72. Anche in questa occasione sono stati raccoltir fondi da destinare alle popolazioni colpite dal terremoto del 24 agosto.

### Serie A
L'esordio in campionato avviene il 3 ottobre contro la Pall. Varese

### Coppe europee
Il sorteggio per la composizione dei gironi di EuroCup si è tenuto il 7 luglio a Barcellona. La prima fase della competizione si svolge dal 12 ottobre al 14 dicembre e la Dinamo Sassari è stata inserita nel Gruppo C formato da:
- Málaga
- Bayern Monaco

- Murcia
- Dinamo Sassari

- Zenit S. Pietroburgo
- Budućnost

Tuttavia, in seguito alla minaccia da parte della F.I.P. della esclusione da tutti i campionati federali riguardo alla controversia tra Eurolega e F.I.B.A. circa l'organizzazione del massimo campionato continentale per club, la Dinamo Sassarisi vede costretta al ritiro dalla competizione.
In seguito a tale rinuncia chiede e ottiene di partecipare alla neonata Champions League partendo dal 1º turno preliminare contro i danesi dell'Århus. Tuttavia il 18 agosto viene ammessa direttamente alla regular season, grazie a un cambiamento della formula del torneo. Infatti vengono aggiunte al tabellone principale ulteriori otto squadre portando così il totale a quaranta. La Dinamo Sassari viene inserita nel nuovo Girone E formato da:
- AEK Atene
- Partizan

- Zielona Góra
- Beşiktaş

- Dinamo Sassari
- R. Ludwigsburg

- Spirou Charleroi
- Szolnoki Olaj

### Coppa Italia
La Final Eight di Coppa Italia si svolge dal 16 al 19 febbraio 2017 al Polo Fieristico di Rimini. Alla competizione partecipano:
- Olimpia Milano
- Reyer Venezia

- Scandone Avellino
- Pall. Reggiana

- Orlandina
- Dinamo Sassari

- Brescia
- N.B. Brindisi

## Maglie
| casa | trasferta | Coppa Italia | casa Ch. League | trasferta Ch. League |

## Organigramma societario
Dal sito ufficiale
Staff dell'area tecnica
- Allenatore: Federico Pasquini
- Assistente allenatore: Giacomo Baioni
- Assistente allenatore: Paolo Citrini
- Preparatore atletico: Matteo Boccolini
- Postural trainer: Alessandro Meloni
- Fisioterapista: Ugo D'Alessandro
- Fisioterapista: Simone Unali
- Fisioterapista: Andrea Giordo
- Medico sportivo: Antonello Cuccuru
- Ortopedico: Andrea Manunta
- Medico sociale: Giuseppe Casu
- Radiologo ed ecografista: Giuseppe Fais
- Cardiologo: Francesco Dettori
- Chiropratico: Robert Pisanu
- Odontoiatra: Giommaria Ventura
- Responsabile statistiche Lega: Roberto Sanna
- Responsabile instant replay: Francesco Sardara

Area dirigenziale
- Presidente: Stefano Sardara
- Vicepresidente: Gianmario Dettori
- General Manager: Federico Pasquini
- Responsabile operativo: Luigi Peruzzu
- Team Manager: Emanuele Fara
- Responsabile strutture sportive: Stefano Perrone
- Presidente Fondazione Dinamo: Antonio Tilocca
- Segreteria e biglietteria: Tiziana Piga
- Amministrazione e contabilità: Andrea Fiori
- Relazioni esterne: Luigi Peruzzu
- Ufficio stampa: Angela Recino e Valentina Sanna
- Relazioni internazionali: Viola Frongia
- Responsabile sito internet: Andrea Peruzzu
- Responsabile settore giovanile: Giorgio Gerosa
- Responsabile organizzativo settore giovanile: Giovanni Piras
- Responsabile centro minibasket: Roberta La Mattina
- Responsabile Club House: Anna Piras
- Dinamo store: Elisa Mazzoni
- Sponsor e marketing commerciale: Stefania Macciocu
- Eventi e marketing: Marsilio Balzano
- Dinamo travel e marketing operativo: Barbara Satta
- Responsabile social media: Eleonora Cherchi

## Mercato
| Acquisti | Acquisti             | Acquisti        | Acquisti      |
| R.       | Nome                 | da              | Modalità      |
| -------- | -------------------- | --------------- | ------------- |
| C        | Francesco Pellegrino | Barcellona      | fine prestito |
| P        | Marco Spissu         | Derthona Basket | fine prestito |
| P        | Enrico Merella       | Basket Agropoli | fine prestito |
| AG       | Duško Savanović      | Bayern Monaco   | definitivo    |
| G        | Darius Johnson-Odom  | Olympiakos      | definitivo    |
| C        | Tautvydas Lydeka     | V.L. Pesaro     | definitivo    |
| AP       | Josh Carter          | Karşıyaka       | definitivo    |
| P        | Diego Monaldi        | Pall. Chieti    | definitivo    |
| G        | Trevor Lacey         | V.L. Pesaro     | definitivo    |
| C        | Gabriel Olaseni      | Bamberger       | definitivo    |
| AG       | Michele Ebeling      | Virtus Bologna  | definitivo    |

| Cessioni | Cessioni             | Cessioni         | Cessioni       |
| R.       | Nome                 | a                | Modalità       |
| -------- | -------------------- | ---------------- | -------------- |
| C        | Francesco Pellegrino | Kleb Ferrara     | prestito       |
| PG       | David Logan          | Lietuvos rytas   | fine contratto |
| AC       | Kenny Kadji          | Lietuvos rytas   | fine contratto |
| P        | Marco Spissu         | Virtus Bologna   | prestito       |
| AP       | Joe Alexander        | Maccabi Tel Aviv | fine contratto |
| G        | Matteo Formenti      | Casalpusterlengo | fine contratto |
| AG       | Brent Petway         | Karşıyaka        | fine contratto |
| C        | Jarvis Varnado       | İstanbul B.B.    | fine contratto |
| P        | Josh Akognon         | Saski Baskonia   | fine contratto |
| P        | Enrico Merella       | Basket Scauri    |                |
| C        | Denis Marconato      |                  | fine contratto |
| ALL      | Massimo Maffezzoli   | N.B. Brindisi    | fine contratto |

## Risultati

### Serie A

#### Regular season

##### Girone di andata
| Arbitri: | Sabetta (Termoli) Quarta (Torino) Boninsegna (Milano) |

|                                        |            |                                 |
| Johnson-Odom 18 Sacchetti 16 Carter 14 | Punti      | 15 Anosike 12 Maynor 11 Johnson |
| Stipčević 4                            | Assist     | 6 Maynor                        |
| Olaseni 7                              | Rimbalzi   | 14 Anosike                      |
| Federico Pasquini                      | Allenatori | Paolo Moretti                   |

| Arbitri: | Paternicò (Piazza Armerina) Baldini (Firenze) Attard (Priolo Gargallo) |

|                                                |            |                                                            |
| Aradori 15 Needham 13 Polonara, Della Valle 12 | Punti      | 24 Johnson-Odom 11 Savanović 10 Lydeka, Stipčević, Olaseni |
| Della Valle, Needham 3                         | Assist     | 6 Johnson-Odom                                             |
| Polonara 6                                     | Rimbalzi   | 6 Olaseni                                                  |
| Max Menetti                                    | Allenatori | Federico Pasquini                                          |

| Arbitri: | Filippini (San Lazzaro di Savena) Bartoli (Trieste) Rossi (Anghiari) |

|                                                        |            |                                     |
| Savanović 19 Johnson-Odom, Lacey, Olaseni 13 Carter 12 | Punti      | 19 Landry 11 L. Vitali 11 M. Vitali |
| Sacchetti 9                                            | Assist     | 4 Moore, L. Vitali                  |
| Sacchetti 8                                            | Rimbalzi   | 7 Berggren                          |
| Federico Pasquini                                      | Allenatori | Andrea Diana                        |

| Arbitri: | Lanzarini (Bologna) Sardella (Rimini) Calbucci (Pomezia) |

|                               |            |                                      |
| Pilepić 20 Darden 17 Lawal 16 | Punti      | 17 Olaseni 13 Savanović 13 Stipčević |
| Waters 7                      | Assist     | 7 Johnson-Odom                       |
| Johnson, Travis 8             | Rimbalzi   | 8 Olaseni                            |
| Rimas Kurtinaitis             | Allenatori | Federico Pasquini                    |

| Arbitri: | Begnis (Crema) Attard (Priolo Gargallo) Ranaudo (Milano) |

|                                         |            |                               |
| Stipčević 18 Carter 16 Lacey, Savanović | Punti      | 21 Thorton 8 Jones 7 Jasaitis |
| Johnson-Odom 8                          | Assist     | 5 Fields                      |
| Lacey 8                                 | Rimbalzi   | 8 Jones                       |
| Federico Pasquini                       | Allenatori | Piero Bucchi                  |

| Arbitri: | Sahin (Messina) Aronne (Viterbo) Caiazza (Arzano) |

|                                     |            |                                           |
| Hawkins 17 Crosariol 14 Cournooh 13 | Punti      | 15 Johnson-Odom 14 Savanović 10 Stipčević |
| Moore 8                             | Assist     | 7 Stipčević                               |
| Crosariol 14                        | Rimbalzi   | 6 Sacchetti                               |
| Vincenzo Esposito                   | Allenatori | Federico Pasquini                         |

| Arbitri: | Begnis (Crema) Vicino (Argelato) Paglialunga (Massafra) |

|                                   |            |                                        |
| Raduljica 17 Dragić 16 Sanders 16 | Punti      | 25 Johnson-Odom 15 Lydeka 11 Stipčević |
| Simon 8                           | Assist     | 4 Johnson-Odom, Stipčević              |
| Simon 7                           | Rimbalzi   | 7 Lydeka                               |
| Jasmin Repeša                     | Allenatori | Federico Pasquini                      |

| Arbitri: | Lo Guzzo (Pisa) Sardella (Rimini) Bettini (Bologna) |

|                                                |            |                                  |
| Stipčević 18 Lydeka 10 Johnson-Odom, Olaseni 9 | Punti      | 21 Thomas 18 Ragland 18 Randolph |
| Carter, Johnson-Odom 3                         | Assist     | 9 Ragland                        |
| Lacey 6                                        | Rimbalzi   | 9 Fesenko                        |
| Federico Pasquini                              | Allenatori | Pino Sacripanti                  |

| Arbitri: | Sahin (Messina) Biggi (Cassina de' Pecchi) Dario Morelli (Brindisi) |

|                                       |            |                                  |
| Johnson-Odom 19 Lacey 17 Savanović 17 | Punti      | 31 Holloway 13 Biligha 12 Thomas |
| Savanović 5                           | Assist     | 5 Turner                         |
| Lacey 5                               | Rimbalzi   | 9 Thomas                         |
| Federico Pasquini                     | Allenatori | Cesare Pancotto                  |

| Arbitri: | Mazzoni (Grosseto) Bartoli (Trieste) Gianluca Calbucci (Pomezia) |

|                              |            |                                  |
| Carter 17 M'Baye 14 Scott 13 | Punti      | 16 Johnson-Odom 14 Lawal 9 Lacey |
| Moore 5                      | Assist     | 6 Sacchetti                      |
| Carter 7                     | Rimbalzi   | 6 Lawal                          |
| Meo Sacchetti                | Allenatori | Federico Pasquini                |

| Arbitri: | Mattioli (Pesaro) Baldini (Firenze) Ranaudo (Milano) |

|                               |            |                                   |
| Lacey 19 Bell 18 Savanović 12 | Punti      | 12 Craft 10 Baldi Rossi 10 Lighty |
| Bell, Sacchetti, Savanović 3  | Assist     | 4 Lighty                          |
| Lydeka 9                      | Rimbalzi   | 7 Hogue                           |
| Federico Pasquini             | Allenatori | Maurizio Buscaglia                |

| Arbitri: | Begnis (Crema) Aronne (Viterbo) Rossi (Anghiari) |

|                                     |            |                                     |
| Fitipaldo 15 D. Diener 13 Archie 12 | Punti      | 14 Lacey 12 Savanović 11 Carter     |
| Fitipaldo 8                         | Assist     | 2 Bell, Lacey, Sacchetti, Stipčević |
| Tepić 7                             | Rimbalzi   | 9 Sacchetti                         |
| Gennaro Di Carlo                    | Allenatori | Federico Pasquini                   |

| Arbitri: | Seghetti (Livorno) Mazzoni (Grosseto) Borgioni (Roma) |

|                                          |            |                                      |
| Stipčević 21 Bell 16 Sacchetti, Lawal 11 | Punti      | 19 Washington 16 White 13 Alibegović |
| Bell 5                                   | Assist     | 7 Wright                             |
| Bell, Lydeka 7                           | Rimbalzi   | 6 Washington                         |
| Federico Pasquini                        | Allenatori | Frank Vitucci                        |

| Arbitri: | Mattioli (Pesaro) Bettini (Bologna) Boninsegna (Milano) |

|                                   |            |                                             |
| Ejim 17 Haynes 11 Haggins, Bramos | Punti      | 14 Johnson-Odom 11 Lawal 10 Bell, Savanović |
| Haynes 6                          | Assist     | 5 Bell                                      |
| Bramos, Ejim, McGhe 4             | Rimbalzi   | 7 Sacchetti                                 |
| Walter De Raffaele                | Allenatori | Federico Pasquini                           |

| Arbitri: | Filippini (San Lazzaro di Savena) Weidmann (Montagano) Grigioni (Roma) |

|                               |            |                           |
| Bell 24 Savanović 17 Lawal 16 | Punti      | 24 Sosa 16 Watt 15 Putney |
| Lacey 4                       | Assist     | 9 Sosa                    |
| Lawal, Lydeka 6               | Rimbalzi   | 9 Putney                  |
| Federico Pasquini             | Allenatori | Sandro Dell'Agnello       |

##### Girone di ritorno
| Arbitri: | Lanzarini (Bologna) Attard (Priolo Gargallo) Dario Morelli (Brindisi) |

|                                           |            |                                   |
| Kangur 16 Johnson 14 Avramović, Eyenga 10 | Punti      | 21 Stipčević 13 Bell 10 Sacchetti |
| Maynor 5                                  | Assist     | 4 Lacey                           |
| Maynor 6                                  | Rimbalzi   | 7 Lawal                           |
| Attilio Caja                              | Allenatori | Federico Pasquini                 |

| Arbitri: | Seghetti (Livorno) Lo Guzzo (Pisa) Paglialunga (Massafra) |

|                                |            |                                    |
| Lacey 16 Savanović 13 Lawal 13 | Punti      | 22 Della Valle 15 Cervi 11 Needham |
| Lacey, Stipčević 4             | Assist     | 6 Needham                          |
| Lawal 7                        | Rimbalzi   | 11 Cervi                           |
| Federico Pasquini              | Allenatori | Max Menetti                        |

| Brescia 5 febbraio 2017, ore 18:15 UTC+1 3ª giornata | Brescia | – | Dinamo Sassari | PalaGeorge |

| Sassari 12 febbraio 2017, ore 18:15 UTC+1 4ª giornata | Dinamo Sassari | – | Pall. Cantù | PalaSerradimigni |

| Pesaro 26 febbraio 2014, ore 18:15 UTC+1 5ª giornata | V.L. Pesaro | – | Dinamo Sassari | Adriatic Arena |

| Sassari 5 marzo 2017, ore 18:15 UTC+1 6ª giornata | Dinamo Sassari | – | Pistoia Basket | PalaSerradimigni |

| Sassari 12 marzo 2017, ore 18:15 UTC+1 7ª giornata | Dinamo Sassari | – | Olimpia Milano | PalaSerradimigni |

| Avellino 19 marzo 2017, ore 18:15 UTC+1 8ª giornata | Scandone Avellino | – | Dinamo Sassari | PalaDelMauro |

| Cremona 26 marzo 2017, ore 18:15 UTC+2 9ª giornata | Vanoli Cremona | – | Dinamo Sassari | PalaRadi |

| Sassari 2 aprile 2017, ore 18:15 UTC+2 10ª giornata | Dinamo Sassari | – | N.B. Brindisi | PalaSerradimigni |

| Trento 9 aprile 2017, ore 18:15 UTC+2 11ª giornata | Aquila Trento | – | Dinamo Sassari | PalaTrento |

| Sassari 15 aprile 2017, ore 18:15 UTC+2 12ª giornata | Dinamo Sassari | – | Orlandina | PalaSerradimigni |

| Torino 23 aprile 2017, ore 18:15 UTC+2 13ª giornata | Auxilium Torino | – | Dinamo Sassari | PalaRuffini |

| Sassari 30 aprile 2017, ore 18:15 UTC+2 14ª giornata | Dinamo Sassari | – | Reyer Venezia | PalaSerradimigni |

| Castel Morrone 7 maggio 2017, ore 18:15 UTC+2 15ª giornata | Juvecaserta | – | Dinamo Sassari | PalaMaggiò |

### Champions League

#### Regular season
| Qualificata Last 16      |
| Qualificata Last 32      |
| Retrocessa in Europe Cup |
| Eliminata                |

|    | Classifica Gruppo E | P.ti | G  | V  | P  | PF    | PS    | DP   |
| -- | ------------------- | ---- | -- | -- | -- | ----- | ----- | ---- |
| 1. | Beşiktaş            | 26   | 14 | 12 | 2  | 1.178 | 1.050 | +128 |
| 2. | AEK Atene           | 23   | 14 | 9  | 5  | 1.107 | 992   | +115 |
| 3. | Partizan            | 22   | 14 | 8  | 6  | 1.038 | 1.046 | -8   |
| 4. | R. Ludwigsburg      | 22   | 14 | 8  | 6  | 1.150 | 1.058 | +92  |
| 5. | Dinamo Sassari      | 21   | 14 | 7  | 7  | 1.099 | 1.108 | -9   |
| 6. | Spirou Charleroi    | 20   | 14 | 6  | 8  | 1.040 | 1.113 | -73  |
| 7. | Zielona Góra        | 18   | 14 | 4  | 10 | 1.020 | 1.084 | -64  |
| 6. | Szolnoki Olaj       | 16   | 14 | 2  | 12 | 1.020 | 1.201 | -181 |

| BJK   | AEK   | PAR   | BSG   | DSS    | ZIE   | SPI   | SZO   |
| ----- | ----- | ----- | ----- | ------ | ----- | ----- | ----- |
|       | 82-68 | 77-62 | 88-85 | 100-70 | 85-66 | 68-66 | 89-74 |
| 78-88 |       | 91-81 | 82-72 | 78-58  | 71-64 | 89-69 | 92-49 |
| 86-71 | 65-69 |       | 86-82 | 87-88  | 58-56 | 70-84 | 77-67 |
| 89-83 | 72-67 | 64-65 |       | 75-78  | 87-77 | 88-66 | 99-56 |
| 74-75 | 80-78 | 99-85 | 79-80 |        | 74-70 | 95-75 | 98-88 |
| 66-84 | 78-75 | 80-81 | 72-70 | 81-78  |       | 83-86 | 83-63 |
| 75-92 | 58-80 | 63-65 | 78-96 | 63-57  | 86-69 |       | 92-87 |
| 91-96 | 76-89 | 55-70 | 81-91 | 73-72  | 86-75 | 74-79 |       |

| Arbitri: | Nicolas Maestre Milan Nedović Ventsislav Velikov |

|                                       |            |                                             |
| Johnson-Odom 17 Stipčević 15 Lacey 12 | Punti      | 22 Florence 10 Zamojski 8 Đurišić, Koszarek |
| Johnson-Odom, Lacey, Stipčević 4      | Assist     | 2 Florence, Koszarek                        |
| Lydeka, Sacchetti 5                   | Rimbalzi   | 6 Vaughn                                    |
| Federico Pasquini                     | Allenatori | Artur Gronek                                |

| Arbitri: | Ademir Zurapović Mehdi Difallah Zdravko Rutešić |

|                                 |            |                                        |
| Vojvoda 19 Popović 13 Wright 10 | Punti      | 15 Stipčević 14 Carter 12 Johnson-Odom |
| Vojvoda 5                       | Assist     | 4 Stipčević                            |
| Vojvoda 5                       | Rimbalzi   | 8 Lacey                                |
| Stojan Ivković                  | Allenatori | Federico Pasquini                      |

| Arbitri: | Miguel Ángel Pérez Niz Luka Kardum Christof Madinger |

|                                           |            |                                  |
| Johnson-Odom 22 Savanović 18 Stipčević 14 | Punti      | 23 Davis 17 Bowman 14 Richardson |
| Stipčević 6                               | Assist     | 8 Libert                         |
| Lacey 5                                   | Rimbalzi   | 10 Davis                         |
| Federico Pasquini                         | Allenatori | Fulvio Bastianini                |

| Arbitri: | Antonio Conde Erez Gurion Radomir Vojinović |

|                              |            |                                       |
| Williams 15 Dixon 13 Ukić 11 | Punti      | 17 Johnson-Odom 10 Lydeka 9 Savanović |
| Ukić 8                       | Assist     | 3 Johnson-Odom, Stipčević             |
| Larentzakīs 7                | Rimbalzi   | 6 Lydeka                              |
| Jure Zdovc                   | Allenatori | Federico Pasquini                     |

| Arbitri: | Srđan Dožai Boris Krejič Anastasios Pīloidīs |

|                               |            |                               |
| Carter 19 Lacey 15 Olaseni 13 | Punti      | 14 Thompson 13 Clark 12 Şanlı |
| Lacey 6                       | Assist     | 5 Thompson                    |
| Olaseni 7                     | Rimbalzi   | 5 Weems                       |
| Federico Pasquini             | Allenatori | Ufuk Sarıca                   |

| Arbitri: | Ademir Zurapović Milan Nedović Yohan Rosso |

|                                    |            |                                |
| Savanović 24 Carter 21 Sacchetti 8 | Punti      | 19 Cotton 15 Martin 12 Toppert |
| Johnson-Odom 9                     | Assist     | 7 Hammonds                     |
| Lacey, Savanović 5                 | Rimbalzi   | 6 Cotton                       |
| Federico Pasquini                  | Allenatori | John Patrick                   |

| Arbitri: | Marek Ćmikiewicz Mehdi Difallah Anastasios Manos |

|                                     |            |                                   |
| Hatcher 23 Ratkovica 13 Birčević 10 | Punti      | 21 Carter 14 Stipčević 13 Olaseni |
| Robinson 7                          | Assist     | 7 Lacey                           |
| Andrić, Veličković 6                | Rimbalzi   | 8 Lacey                           |
| Aleksandar Džikić                   | Allenatori | Federico Pasquini                 |

| Arbitri: | Tomas Jasevičius Jean-Charles Collin Mart Uuehendrik |

|                                       |            |                                                |
| Hrycaniuk 18 Dragičević 15 Đurišić 13 | Punti      | 24 Carter 14 Savanović 10 Johnson-Odom, Lydeka |
| Koszarek 6                            | Assist     | 8 Johnson-Odom                                 |
| Đurišić 10                            | Rimbalzi   | 6 Lydeka, Sacchetti                            |
| Artur Gronek                          | Allenatori | Federico Pasquini                              |

| Arbitri: | Janusz Calik Fernando Calatravas Cuevas Martin Horozov |

|                               |            |                                              |
| Bell 31 Lacey 18 Stipčević 10 | Punti      | 17 Pavličević 14 Kinney 14 Wittmann, Borisov |
| Lacey 7                       | Assist     | 8 Kinney                                     |
| Olaseni 6                     | Rimbalzi   | 6 Wright                                     |
| Federico Pasquini             | Allenatori | Zoran Kmezicć                                |

| Arbitri: | Murat Biricik Mārtiņš Kozlovskis Marek Maliszewski |

|                                                          |            |                                |
| Libert 17 Iarochevitch 10 Marnegrave, Bowman, Shepherd 8 | Punti      | 11 D'Ercole 9 Bell 9 Stipčević |
| Libert 4                                                 | Assist     | 2 Bell, Savanović              |
| Tumba 11                                                 | Rimbalzi   | 6 Bell, Lydeka                 |
| Fulvio Bastianini                                        | Allenatori | Federico Pasquini              |

| Arbitri: | Ademir Zurapović Michał Proc Serhij Zaščuk |

|                                   |            |                            |
| Bell 14 Stipčević 13 Savanović 12 | Punti      | 18 Dixon 16 Ukić 13 Šakota |
| Stipčević 5                       | Assist     | 6 Ukić                     |
| cinque giocatori 4                | Rimbalzi   | 10 Mauroeidīs              |
| Federico Pasquini                 | Allenatori | Jure Zdovc                 |

| Arbitri: | Eddie Viator Serhij Čebyšev Erez Gurion |

|                              |            |                                    |
| Roll 18 Karaman 14 Štimac 11 | Punti      | 16 Lawal 13 Stipčević 11 Sacchetti |
| Roll 6                       | Assist     | 3 Bell, L. D'Ercole, Johnson-Odom  |
| Štimac 7                     | Rimbalzi   | 4 Lydeka, Sacchetti                |
| Ufuk Sarıca                  | Allenatori | Federico Pasquini                  |

| Arbitri: | Apostolos Kalpakas Fernando Calatravas Cuevas Mārtiņš Kozlovskis |

|                                    |            |                                     |
| Hammonds 16 Thiemann 13 Loesing 11 | Punti      | 22 Stipčević 13 Savanović 10 Carter |
| Hammonds 6                         | Assist     | 5 Stipčević                         |
| Thiemann 6                         | Rimbalzi   | 9 Lacey                             |
| John Patrick                       | Allenatori | Federico Pasquini                   |

| Arbitri: | Antonio Conde Nicolas Maestre Artūras Šukys |

|                                   |            |                                     |
| Stipčević 23 Bell 20 Savanović 18 | Punti      | 17 Birčević 14 Andrić 13 Karahodžić |
| Lacey                             | Assist     | 9 Pot                               |
| Lawal 8                           | Rimbalzi   | 5 Majstorović                       |
| Federico Pasquini                 | Allenatori | Aleksandar Džikić                   |

#### Play-off
| Squadra 1      | Totale  | Squadra 2   | Andata | Ritorno |
| -------------- | ------- | ----------- | ------ | ------- |
| Dinamo Sassari | 157-156 | ČEZ Nymburk | 94-72  | 63-84   |

| Squadra 1      | Totale  | Squadra 2 | Andata | Ritorno |
| -------------- | ------- | --------- | ------ | ------- |
| Dinamo Sassari | 147-129 | Le Mans   | 79-63  | 68-66   |

| Squadra 1 | Totale  | Squadra 2      | Andata | Ritorno |
| --------- | ------- | -------------- | ------ | ------- |
| Monaco    | 152-138 | Dinamo Sassari | 73-62  | 79-76   |

##### Play-off qualifiers
| Arbitri: | Murat Biricik Haris Bijedić Yohan Rosso |

|                               |            |                                  |
| Stipčević 20 Lacey 18 Bell 16 | Punti      | 15 Sant-Roos 14 Allen 13 Simpson |
| Stipčević 5                   | Assist     | 6 Lawrence                       |
| Lacey 6                       | Rimbalzi   | 11 Benda                         |
| Federico Pasquini             | Allenatori | Ronen Ginzburg                   |

| Arbitri: | Ademir Zurapović Oskars Lucis Markos Michaelides |

|                                 |            |                               |
| Allen 18 Simpson 18 Lawrence 16 | Punti      | 17 Lacey 14 Savanović 9 Lawal |
| Lawrence 10                     | Assist     | 5 Lacey                       |
| Simpson 7                       | Rimbalzi   | 6 Lacey, Lawal                |
| Ronen Ginzburg                  | Allenatori | Federico Pasquini             |

##### Round of 16
| Arbitri: | Panagiōtīs Anastopoulos Gentian Cici Milan Nedović |

|                               |            |                                       |
| Lawal 19 Savanović 13 Bell 11 | Punti      | 15 Hanlan 10 Pearson 8 Watson, Konaté |
| Stipčević 9                   | Assist     | 3 Watson, Yarou                       |
| Lawal 9                       | Rimbalzi   | 7 Yeguete                             |
| Federico Pasquini             | Allenatori | Alexandre Ménard                      |

| Arbitri: | Srđan Dožai Apostolos Kalpakas Boris Krejič |

|                                |            |                                     |
| Watson 16 Pearson 12 Hanlan 11 | Punti      | 15 Savanović 14 Stipčević 10 Lighty |
| Konaté 3                       | Assist     | 5 Stipčević                         |
| Hanlan 5                       | Rimbalzi   | 9 Savanović                         |
| Alexandre Ménard               | Allenatori | Federico Pasquini                   |

##### Quarti di finale
| Arbitri: | Vicente Bultó Markos Michaelides Ademir Zurapović |

|                               |            |                               |
| Ouattara 17 Davies 16 Bost 13 | Punti      | 17 Stipčević 9 Lacey 9 Lydeka |
| Bost 8                        | Assist     | 5 Stipčević                   |
| Fofana 8                      | Rimbalzi   | 7 Savanović                   |
| Zvezdan Mitrović              | Allenatori | Federico Pasquini             |

| Arbitri: | Panagiōtīs Anastopoulos Aleksandar Glišić Miguel Ángel Pérez Niz |

|                                       |            |                               |
| Bell 20 Lacey 18 Lydeka, Savanović 10 | Punti      | 26 Wright 20 Hladyr 14 Davies |
| Bell 5                                | Assist     | 7 Wright                      |
| Lydeka, Savanović 6                   | Rimbalzi   | 8 Wright                      |
| Federico Pasquini                     | Allenatori | Zvezdan Mitrović              |

### Coppa Italia
|   | Squadra           | Risultato |
| - | ----------------- | --------- |
| 3 | Scandone Avellino | 68        |
| 6 | Dinamo Sassari    | 69        |

|   | Squadra        | Risultato |
| - | -------------- | --------- |
| 6 | Dinamo Sassari | 77        |
| 7 | Brescia        | 70        |

|   | Squadra        | Risultato |
| - | -------------- | --------- |
| 1 | Olimpia Milano | 84        |
| 6 | Dinamo Sassari | 74        |

| Arbitri: | Lanzarini (Bologna) Mazzoni (Grosseto) Biggi (Sarmato) |

|                    |            |                    |
| Ragland, Thomas 16 | Punti      | 15 Stipčević       |
| Green 5            | Assist     | 3 Lacey, Stipčević |
| Fesenko, Thomas 11 | Rimbalzi   | 7 Lacey            |
| Stefano Sacripanti | Allenatori | Federico Pasquini  |

| Arbitri: | Sahin (Messina) Lanzarini (Bologna) Sardella (Rimini) |

|                   |            |              |
| Lacey 15          | Punti      | 20 Landry    |
| Lacey 5           | Assist     | 8 L. Vitali  |
| Lacey 8           | Rimbalzi   | 8 Moore      |
| Federico Pasquini | Allenatori | Andrea Diana |

| Arbitri: | Begnis (Crema) Seghetti (Livorno) Filippini (Pisa) |

|               |            |                   |
| Hickman 25    | Punti      | 15 Lacey          |
| Cinciarini 4  | Assist     | 4 Sacchetti       |
| Mačvan 7      | Rimbalzi   | 9 Lydeka          |
| Jasmin Repeša | Allenatori | Federico Pasquini |

| Quintetto titolare | Quintetto titolare | Quintetto titolare | Pt   | Rim  | Ass  |
| ------------------ | ------------------ | ------------------ | ---- | ---- | ---- |
| PG                 | 7                  | Ricky Hickman      | 25   | 3    | 2    |
| P                  | 9                  | Mantas Kalnietis   | 9    | 3    | 2    |
| C                  | 11                 | Miroslav Raduljica | 0    | 2    | 0    |
| AG                 | 14                 | Davide Pascolo     | 5    | 1    | 1    |
| AP                 | 21                 | Rakim Sanders      | 15   | 6    | 3    |
| Panchina:          |                    |                    |      |      |      |
| AC                 | 1                  | Jamel McLean       | 6    | 4    | 2    |
| A                  | 2                  | Simone Fontecchio  | n.e. | n.e. | n.e. |
| G                  | 12                 | Zoran Dragić       | 7    | 4    | 0    |
| AG                 | 13                 | Milan Mačvan       | 11   | 7    | 1    |
| P                  | 20                 | Andrea Cinciarini  | 6    | 6    | 4    |
| AP                 | 23                 | Awudu Abass        | n.e. | n.e. | n.e. |
| GA                 | 30                 | Bruno Cerella      | 0    | 0    | 0    |
| Allenatore:        |                    |                    |      |      |      |
| Jasmin Repeša      |                    |                    |      |      |      |

| EA7 Emporio Armani Milano |  | Banco di Sardegna Sassari |

| Quintetto titolare | Quintetto titolare | Quintetto titolare | Pt   | Rim  | Ass  |
| ------------------ | ------------------ | ------------------ | ---- | ---- | ---- |
| P                  | 5                  | David Bell         | 5    | 1    | 1    |
| G                  | 7                  | Trevor Lacey       | 15   | 2    | 1    |
| GA                 | 8                  | Giacomo Devecchi   | 3    | 2    | 1    |
| A                  | 14                 | Brian Sacchetti    | 3    | 3    | 4    |
| C                  | 16                 | Tautvydas Lydeka   | 9    | 9    | 2    |
| Panchina:          |                    |                    |      |      |      |
| PG                 | 10                 | Lorenzo D'Ercole   | 0    | 0    | 1    |
| AG                 | 20                 | Duško Savanović    | 7    | 6    | 0    |
| AP                 | 23                 | Josh Carter        | 8    | 3    | 2    |
| P                  | 24                 | Rok Stipčević      | 11   | 1    | 2    |
| C                  | 31                 | Gani Lawal         | 13   | 7    | 0    |
| PG                 | 32                 | Diego Monaldi      | n.e. | n.e. | n.e. |
| A                  | 99                 | Michele Ebeling    | n.e. | n.e. | n.e. |
| Allenatore:        |                    |                    |      |      |      |
| Federico Pasquini  |                    |                    |      |      |      |

## Statistiche

### Statistiche di squadra
| Competizione            | Punti | In casa | In casa | In casa | In casa | In casa | In trasferta | In trasferta | In trasferta | In trasferta | In trasferta | Totale | Totale | Totale | Totale | Totale | Totale |
| Competizione            | Punti | G       | V       | P       | PF      | PS      | G            | V            | P            | PF           | PS           | G      | V      | P      | PF     | PS     | DIF    |
| ----------------------- | ----- | ------- | ------- | ------- | ------- | ------- | ------------ | ------------ | ------------ | ------------ | ------------ | ------ | ------ | ------ | ------ | ------ | ------ |
| Serie A                 | -     | -       | -       | -       | -       | -       | -            | -            | -            | -            | -            | -      | -      | -      | -      | -      | -      |
| Totale Serie A          | -     | -       | -       | -       | -       | -       | -            | -            | -            | -            | -            | -      | -      | -      | -      | -      | -      |
| Champions League        | -     | -       | -       | -       | -       | -       | -            | -            | -            | -            | -            | -      | -      | -      | -      | -      | -      |
| Play-off                | -     | -       | -       | -       | -       | -       | -            | -            | -            | -            | -            | -      | -      | -      | -      | -      | -      |
| Totale Champions League | -     | -       | -       | -       | -       | -       | -            | -            | -            | -            | -            | -      | -      | -      | -      | -      | -      |
| Coppa Italia            | -     | -       | -       | -       | -       | -       | -            | -            | -            | -            | -            | -      | -      | -      | -      | -      | -      |
| Totale                  | -     | -       | -       | -       | -       | -       | -            | -            | -            | -            | -            | -      | -      | -      | -      | -      | -      |

### Statistiche dei giocatori
In corsivo i giocatori ceduti a stagione in corso
| Giocatore       | Serie A | Serie A | Serie A | Serie A | Champions League | Champions League | Champions League | Champions League | Coppa Italia | Coppa Italia | Coppa Italia | Coppa Italia | Totale | Totale | Totale | Totale |
| Giocatore       | PG      | PTI     | AST     | RIM     | PG               | PTI              | AST              | RIM              | PG           | PTI          | AST          | RIM          | PG     | PTI    | AST    | RIM    |
| --------------- | ------- | ------- | ------- | ------- | ---------------- | ---------------- | ---------------- | ---------------- | ------------ | ------------ | ------------ | ------------ | ------ | ------ | ------ | ------ |
| D. Bell         | 0       | 0       | 0       | 0       | -                | -                | -                | -                | -            | -            | -            | -            | 0      | 0      | 0      | 0      |
| J. Carter       | 0       | 0       | 0       | 0       | -                | -                | -                | -                | -            | -            | -            | -            | 0      | 0      | 0      | 0      |
| D. Johnson-Odom | 13      | 183     | 47      | 23      | 10               | 248              | 45               | 22               | -            | -            | -            | -            | 23     | 431    | 92     | 45     |
| L. D'Ercole     | 0       | 0       | 0       | 0       | -                | -                | -                | -                | -            | -            | -            | -            | 0      | 0      | 0      | 0      |
| G. Devecchi     | 0       | 0       | 0       | 0       | -                | -                | -                | -                | -            | -            | -            | -            | 0      | 0      | 0      | 0      |
| M. Ebeling      | 0       | 0       | 0       | 0       | -                | -                | -                | -                | -            | -            | -            | -            | 0      | 0      | 0      | 0      |
| T. Lacey        | 0       | 0       | 0       | 0       | -                | -                | -                | -                | -            | -            | -            | -            | 0      | 0      | 0      | 0      |
| G. Lawal        | 0       | 0       | 0       | 0       | -                | -                | -                | -                | -            | -            | -            | -            | 0      | 0      | 0      | 0      |
| T. Lydeka       | 0       | 0       | 0       | 0       | -                | -                | -                | -                | -            | -            | -            | -            | 0      | 0      | 0      | 0      |
| D. Monaldi      | 0       | 0       | 0       | 0       | -                | -                | -                | -                | -            | -            | -            | -            | 0      | 0      | 0      | 0      |
| G. Olaseni      | 0       | 0       | 0       | 0       | -                | -                | -                | -                | -            | -            | -            | -            | 0      | 0      | 0      | 0      |
| B. Sacchetti    | 0       | 0       | 0       | 0       | -                | -                | -                | -                | -            | -            | -            | -            | 0      | 0      | 0      | 0      |
| D. Savanović    | 0       | 0       | 0       | 0       | -                | -                | -                | -                | -            | -            | -            | -            | 0      | 0      | 0      | 0      |
| R. Stipčević    | 0       | 0       | 0       | 0       | -                | -                | -                | -                | -            | -            | -            | -            | 0      | 0      | 0      | 0      |